# دانشگاه کارلو
دانشگاه کارلو یک دانشگاه خصوصی کاتولیک در پیتسبورگ، پنسیلوانیا است. در سال ۱۹۲۹ توسط خواهران رحمت تأسیس شد. سیزده تیم ورزشی کارلو سلتیکس هستند که بازتابی از میراث و ریشه‌های ایرلندی دانشگاه است. در سال ۲۰۱۷–۲۰۱۸، تعداد دانشجویان ۸۴ درصد زن و ۱۶ درصد مرد بوده‌است. در پاییز ۱۹۸۳، کارلو شروع به ارائه مسکن برای مردان در محوطه دانشگاه با اسکان یک دانشجوی پسر مجرد کرد. در پاییز ۲۰۱۲، کارلو رقابت در کراس کانتری مردان و زنان را آغاز کرد. در ۱۷ مارس ۲۰۱۴ (روز سنت پاتریک) اعلام کرد که یک تیم بسکتبال مردان برای فصل ۲۰۱۴–۲۰۱۵ به میدان خواهد رفت. در سپتامبر ۲۰۱۵، کارلو اعلام کرد که از پاییز ۲۰۱۶ تیم‌های فوتبال مردان و تیم‌های گلف مردان و زنان را اضافه خواهد کرد. در دسامبر ۲۰۱۶، کارلو اعلام کرد که از بهار ۲۰۱۸ تیم‌های دوومیدانی مردان و زنان را اضافه خواهد کرد